# Reformierte Kirche Altena

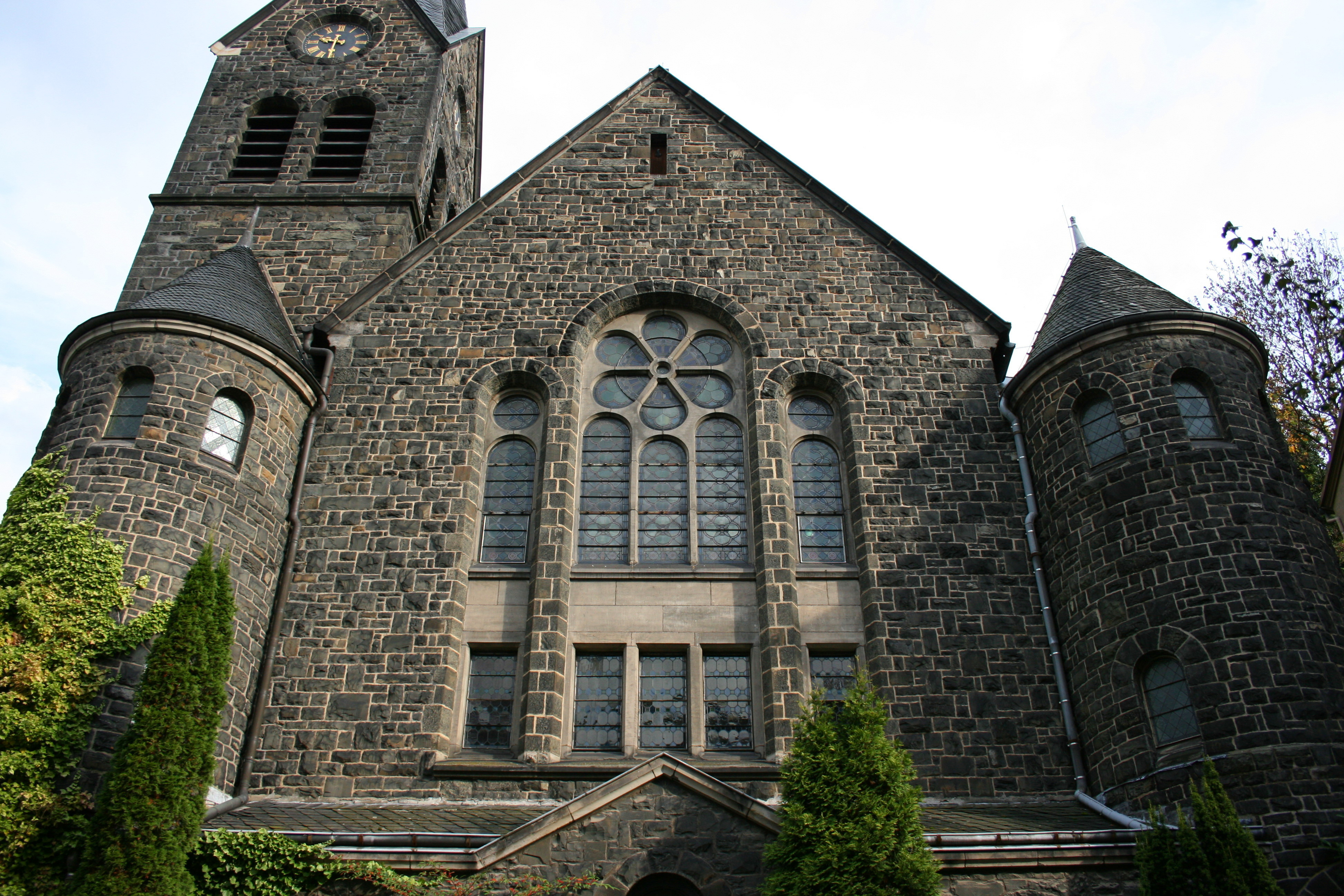
Die reformierte Kirche in Altena

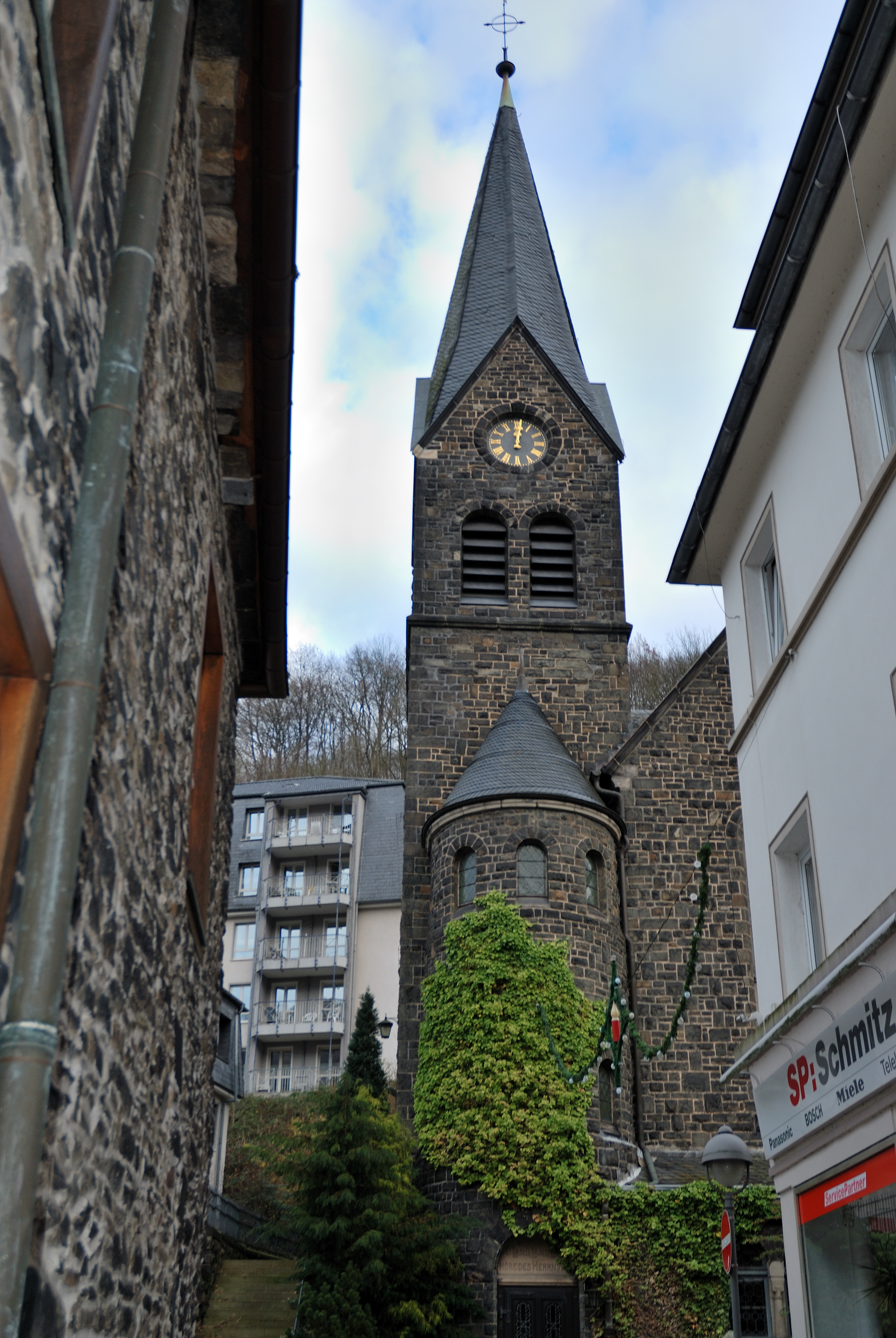
Reformierte Kirche, Turmansicht

Die Reformierte Kirche ist ein denkmalgeschütztes Kirchengebäude in Altena im Märkischen Kreis (Nordrhein-Westfalen).

## Geschichte und Architektur

### Alte Kirche
Die ehemalige Katharinenkirche, auch alte Stadtkirche genannt, ging 1624 endgültig an die Lutheraner über. Die reformierte Gemeinde holte zu hohen Feiertagen häufig reformierte Pastoren in den Ort, die Gottesdienste wurden in Privathäusern abgehalten. Der Überlieferung nach fanden Gottesdienste auch häufig in einem kleinen Gewölberaum der Burg Holtzbrinck, der kleinen Kammer statt. Nach einiger Zeit empfand sich die kleine Abendmahlsgesellschaft als selbstständige Gemeinde und suchte nach einem geeigneten Gotteshaus. Die Klusenrente und Spenden bildeten den wesentlichen Teil des Pfarreinkommens. Da die Lutheraner den Kauf eines Hauses hintertreiben wollten, wurde über einen Strohmann ein Haus gegenüber der Burg Holtzbrinck erworben. Die Lutheraner prozessierten etliche Jahre gegen den Kauf, hatten allerdings keinen Erfolg. Dies 1667 erworbene Haus wurde 1683 und 1724 durchgreifend renoviert, es blieb bis 1907 Gotteshaus der reformierten Gemeinde.
Bei Pflasterarbeiten von 1802 bis 1803 wurde das Gebäude durch einen starken Riss geschädigt, dadurch ließ sich die Kirchentür nicht mehr schließen. Es drohte der Einsturz, die damalige französische Regierung bewilligte 1808 46 Thaler für die Reparaturarbeiten.
Die Industrie in der Umgebung erfuhr im letzten Viertel des 19. Jahrhunderts einen großen Aufschwung, viele Arbeiter aus dem Siegerland und aus Hessen zogen zu. Die Gemeinde hatte mittlerweile um 1.800 Gemeindemitglieder. Der bauliche Zustand der Kirche war nicht mehr gut und das Gebäude war zu klein; 1901 wurde beschlossen, eine neue Kirche zu bauen.
Der letzte Gottesdienst in der alten Kirche fand am 17. März 1907 statt, mit dem Abbruch wurde am nächsten Tag begonnen.

### Neue Kirche
Der neuromanische Bau aus Bruchstein wurde über der Grundform eines griechischen Kreuzes errichtet. Die Baupläne erstellte der Architekt Schwalfenberg, Heinrich Hutze hatte von 1907 bis 1908 die Bauleitung. Die Baukosten waren mit 84.000 Mark veranschlagt, sie wurden durch Kirchenkollekten, Anleihen in der Provinz Westfalen und einem Gnadengeschenk von Kaiser Wilhelm finanziert. Der Grundstein wurde am 30. Juni 1907 gelegt, er ist sichtbar hinter der Kanzel angebracht.
Die neuromanische Saalkirche schließt im Osten, vom Mittelgewölbe hängt ein Jugendstilleuchter herab. Im Gebäude finden etwa 450 Menschen Platz, die Fundamente für den Einbau von Seitenemporen sind vorbereitet. Die Westfassade ist durch zwei halbrunde Treppentürme und im Souterrain durch den Gemeindesaal symmetrisch gegliedert. Der seitlich stehende Glockenturm ist durch ein Portal begehbar.
Die 1907/1908 neu errichtete neuromanische Kirche wurde im Jahr 2008 entwidmet. Seit November 2017 wird das lange Zeit ungenutzte ehemalige Kirchengebäude der evangelischen Kirchengemeinde Altena nun von der koptisch-orthodoxen Kirche in Deutschland wieder als Gotteshaus genutzt.

## Ausstattung
Die Innenausstattung stammt überwiegend aus der Bauzeit.
- Unter dem Giebelvordach der Vorgängerkirche hing eine Kirchenuhr mit dazugehöriger Glocke. Weitere Glocken gab es nicht im Gebäude, da kein Turm vorhanden war.[7]
- Zur Einweihung der Kirche am 15. November 1908 stiftete Kaiserin Auguste Viktoria eine silber beschlagene Bibel mit persönlicher Widmung.

### Orgel
Der barocke Orgelprospekt von 1737 ist mit Theodorus Kohl (wohl eher Nohl) bezeichnet, er stammt aus dem Vorgängergebäude. Nach Gisela Beer trug das historische Gehäuse 1975 innenseitig die Inschrift "me fecit 1737 Theodorus Nohl (darunter) Renovatum 1796". Somit wäre die ursprüngliche Orgel Johann Dietrich Theodor Nohl (gestorben um 1752) aus der Nähe von Eckenhagen und die Renovierung Franz Georg Nohl (um 1720 – um 1798), seinem Vetter zuzuschreiben.
Gebaut wurde das Instrument lt. Hannalore Reuter möglicherweise auch von Vater und Sohn Kleine, die auch die Orgel in der Lutherkirche bauten (1763–66), was angesichts der Inschrift und der langen Zeitspanne eher unwahrscheinlich ist.
1872 hatte die Firma Ibach, Barmen ein Instrument mit 11 Registern auf 2 Manualen und Pedal in das Gehäuse gesetzt (Reuter). 1976 wurde durch Fa. Hammer die Orgel erneuert, der Prospekt aber belassen. Am Spieltisch steht die Inschrift „1838 – Emil Hammer – Hannover“.  Es wurde bei der Erneuerung offenbar der Spieltisch an die Front der Orgel verlegt, der sich auf einem alten Foto im Buch von Hannalore Reuter noch links befindet. Subbaß 16′ und Prinzipalbaß 8′ der Vorgängerorgel von Ibach aus Barmen verblieben außerdem im Pedal. Die Tastatur hatte schwarze Holztasten und weiße Halbtontasten. Die Register- und Spieltraktur war mechanisch. Hauptwerk, Schwellwerk und Pedal mit Schwelltritt und Koppeln als Fußtritte. Die Orgel wurde nach Schließung der Kirche und Zusammenlegung mit der Luthergemeinde 2009 an eine Kirchengemeinde in Krakau verkauft.
| I Hauptwerk C–g3 |           |        |
| 01.              | Principal | 08′    |
| 02.              | Rohrflöte | 08′    |
| 03.              | Gemshorn  | 04′    |
| 04.              | Nazard    | 02 ⁄3′ |
| 05.              | Oktave    | 02′    |
| 06.              | Mixtur IV |        |
|                  | Tremulant |        |

| II Schwellwerk C–g3 |             |         |
| 07.                 | Holzgedackt | 08′     |
| 08.                 | Principal   | 04′     |
| 09.                 | Waldflöte   | 02′     |
| 10.                 | Terz        | 01 3⁄5′ |
| 11.                 | Quinte      | 01 ⁄3′  |
| 12.                 | Scharff III |         |
|                     | Tremulant   |         |

| Pedal C–f1 |            |     |
| 13.        | Subbaß     | 16′ |
| 14.        | Principal  | 08′ |
| 15.        | Blockflöte | 04′ |
| 16.        | Fagott     | 16′ |

- Koppeln: II/I, I/P, II/P